# Chewbacca
Chewbacca (kortweg Chewie; in sommige Nederlandse ondertitelingen vertaald als Pruimtabak en Pruimpje.) is een personage uit de Star Warssaga van George Lucas.
Chewbacca is de 234 jaar oude Wookiee copiloot van de Millennium Falcon, het schip van Han Solo. Zowel tijdens de Clone Wars als tijdens de Civil War speelde deze machtige krijger een cruciale rol.
Chewbacca werd vertolkt door Peter Mayhew. Chewbacca's kenmerkende stemgeluid werd ontworpen door geluidstechnicus Ben Burtt, die hiervoor de geluiden van onder andere kamelen, beren, walrussen, konijnen, tijgers en dassen door elkaar mixte. Lucas baseerde het personage op zijn hond Indiana die steeds naast zijn ex-vrouw in de auto zat.

## Biografie
Chewbacca staat het meest bekend als vaste partner van Han Solo, maar voor de twee elkaar leerden kennen vocht Chewbacca al mee aan de kant van de Jedi. In de Slag om Kashyyyk (te zien in Star Wars: Episode III: Revenge of the Sith) aan het einde van de kloonoorlogen hielp Chewbacca samen met Tarfful, Generaal Yoda om te ontsnappen aan de Clone Troopers, die op bevel van Darth Sidious zich tegen hun Jedigeneraals hadden gekeerd.
Ergens na deze slag probeerde Chewbacca een groep gevangen Wookieekinderen te bevrijden. Hierbij raakte hij zelf echter zwaargewond. Han Solo, die toen nog luitenant was in dienst van het keizerlijke leger, weigerde de gewonde Wookiee te doden en hielp hem te ontsnappen. Volgens de levensleer van de Wookiee stond Chewbacca nu voor altijd in het krijt bij Han, en werd daarom zijn vaste partner. Han werd voor zijn daad ontslagen, en de twee werden hierna smokkelaars.
Hij en Han hielpen Luke Skywalker en Obi-Wan Kenobi naar Alderaan af te reizen, en vochten jarenlang mee met de rebellen tegen het bewind van Darth Sidious en Darth Vader.

## Persoonlijkheid
Chewbacca is erg vertrouwd met zijn Laser Bowcaster, een kruisboogachtig wapen gebruikt door de Wookiees. De riem die Chewbacca om heeft bevat dan ook kogels om met dit wapen af te vuren. Hij is echter even bedreven in het herstellen van de Falcon. Hij speelt erg graag een spelletje Dejarik (strategisch spel met holografische pionnen), maar houdt er niet van om te verliezen.

## Familie
Chewbacca’s familie werd gezien in de spin-offfilm The Star Wars Holiday Special. Omdat de meeste mensen, waaronder de fans en George Lucas, deze film slecht vinden, behoort het niet tot de verhaallijn van de andere films. Chewbacca is getrouwd met Mallatobuck en heeft een zoon Lumpawarrump (Lumpy) genaamd. Chewbacca's vader heet Attichitcuk. Chewbacca's gezin woont nog steeds op Kashyyyk.

## Star Wars: The Clone Wars
Chewbacca werd wederom ingesproken door Peter Meyhew in de animatieserie Star Wars: The Clone Wars, die zich afspeelt tussen Episode II en III. Hierin trekt hij samen op met Ahsoka Tano, de leerling (padawan) van Anakin Skywalker. Ze vechten dan tegen de grote vijanden van de Wookiees, de Trandosianen. De Trandosianen jagen op de Wookiees als sport en verkopen ze als slaven.